# Hermann Fischer-Roloff

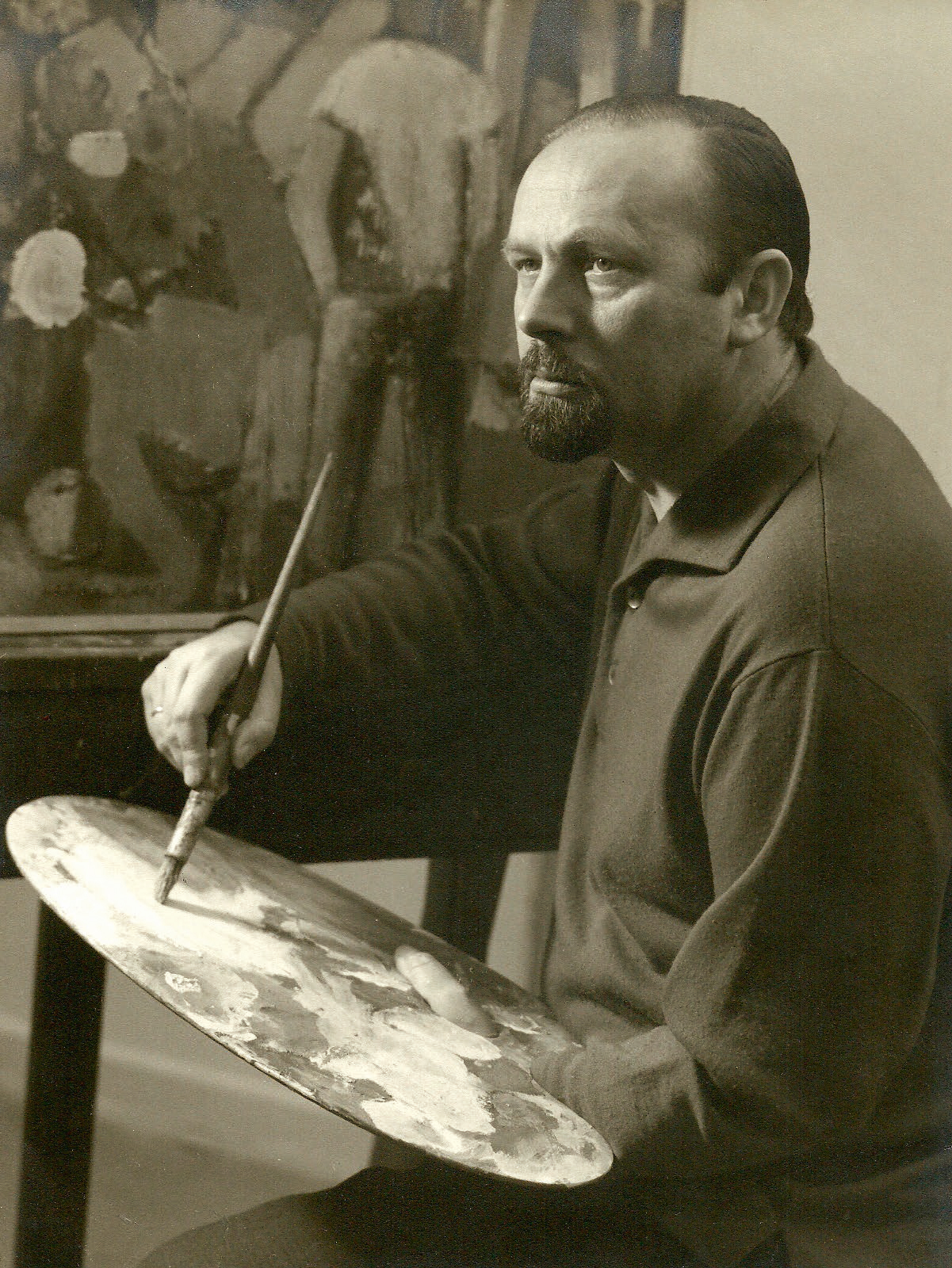
Hermann Fischer-Roloff in seinem Hannoveraner Atelier, 1955

Hermann Fischer-Roloff (* 15. März 1917 in Hannover; † 29. Januar 1988 in Hannover) war ein deutscher Maler und Grafiker.

## Leben
Hermann Fischer-Roloff wuchs als ältester von drei Söhnen in Hannover auf; sein jüngerer Bruder Heinz wurde auch Maler und Grafiker. Hermanns Kindheit war geprägt von schwierigen wirtschaftlichen Verhältnissen. Anfang der 1930er Jahre besuchte er die damalige Werkkunstschule Hannover, um Malerei und Grafik zu studieren. Unterrichtet wurde er dort u. a. von dem Bildhauer Ludwig Vierthaler. Danach setzte er seine Ausbildung an der Akademie der Bildenden Künste in München fort. Mit Ausbruch des Zweiten Weltkrieges wurde er im Alter von 22 Jahren als Soldat einberufen. Einer seiner Kompanieführer war Ernst Jünger, der es ihm ermöglichte, auch weiterhin malen zu können. Ab 1941 war er in Ostpreußen und Russland im Einsatz. 1945 kehrte er nach kurzer Kriegsgefangenschaft nach Hannover zurück. Der Großteil seines künstlerischen Frühwerkes und seines persönlichen Besitzes waren bei den Luftangriffen auf Hannover zerstört worden. Er wurde freischaffender Künstler und mietete eine Atelierwohnung in der Podbielskistraße 270 in unmittelbarer Nachbarschaft zur Malerin Grethe Jürgens. 1945 gehörte er zu den Gründungsmitgliedern des Bund Bildender Künstler Nordwestdeutschland. Am 29. März 1951 heiratete er die Hannoveranerin Hildegard Pawelka. 1953 wurde die Tochter Yvonne geboren. 1954 gewann er als Preisträger der Friedrich Krupp AG ein Reisestipendium nach Jugoslawien. Es folgten Studienreisen innerhalb Deutschlands und in europäische Länder. Er gewann Preise in verschiedenen Wettbewerben. Von 1958 bis 1962 war er Lehrbeauftragter an der damaligen Handelsfachschule Hannover.

## Künstlerisches Schaffen

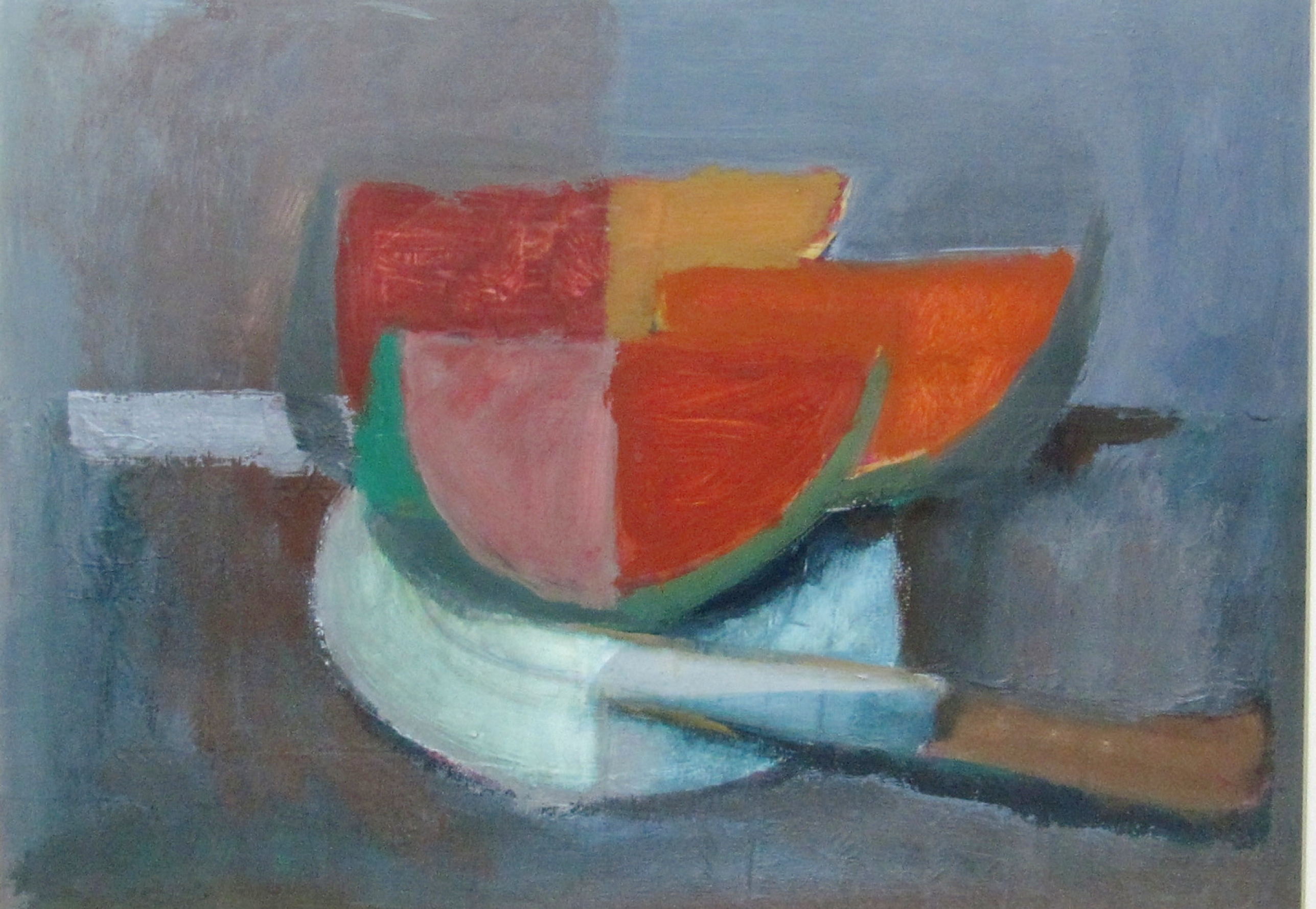
Stillleben mit Melone, 1968

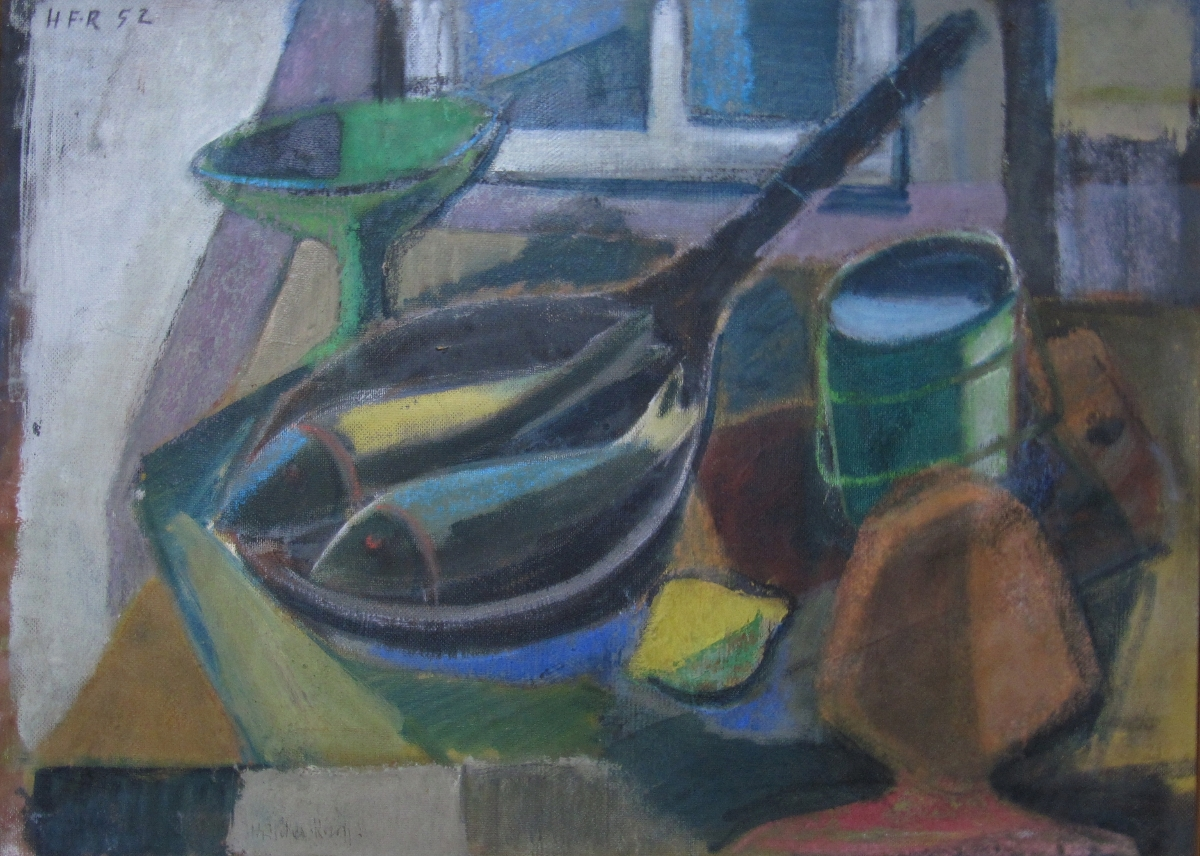
Fisch-Stillleben, 1952

Hermann Fischer-Roloff galt als Vertreter der Hannoverschen Schule. Er verschrieb sich Zeit seines künstlerischen Schaffens der gegenständlichen Malerei. Angesichts der in den 1950er und 1960er Jahren vorherrschenden gegenstandslosen Malweise wie Informel und Tachismus war es für ihn nicht leicht, sich mit seinen Arbeiten auf dem Kunstmarkt durchzusetzen. Dennoch blieb er seinem eigenen Stil konsequent treu.
„Die Arbeitsweise des Künstlers Fischer-Roloff ist sehr bezeichnend: er zeichnet nicht. Keine Naturstudien, keine Notizen, keine Vorentwürfe. Sondern ein Anlaß, und gleich der spontane Weg, das Erlebte mit malerischen Mitteln zu übersetzen. Und dabei gelingen tief empfundene, intensive Mitteilungen, die vor allem ein Abbild und ein Selbstbekenntnis ihres Schöpfers sind.“
Zitat von Gunter Heike, Fachhochschule Hildesheim/Holzminden/Göttingen
Fischer-Roloff führte Erscheinungen der Alltagswelt, behutsam vereinfachend auf ihren Wesenskern zurück, wobei ihm sowohl Expressionismus als auch Kubismus Anregungen lieferten. Er malte seine kriegszerstörte Heimatstadt Hannover ebenso wie Jahrmarktszenen, Badende am Meer, Urlaubseindrücke aus Jugoslawien aus einer stillen, über den Dingen stehenden Haltung.
Zu seinen Hauptwerken werden die Hannoverbilder gezählt, die hauptsächlich in den 1940er und 1950er Jahren entstanden. Porträts sowie Landschaftsbilder gehören ebenso dazu. Seine Bilder sind in Komposition und Farbe stets ausgeglichen, mal gekennzeichnet durch sachlich distanzierte Beobachtung, aber auch durch einen poetischen Glanz. Die differenzierte Aufteilung der Flächen, die feinsinnige stimmige und dichte Farbwahl sind charakteristisch für seine Arbeiten.

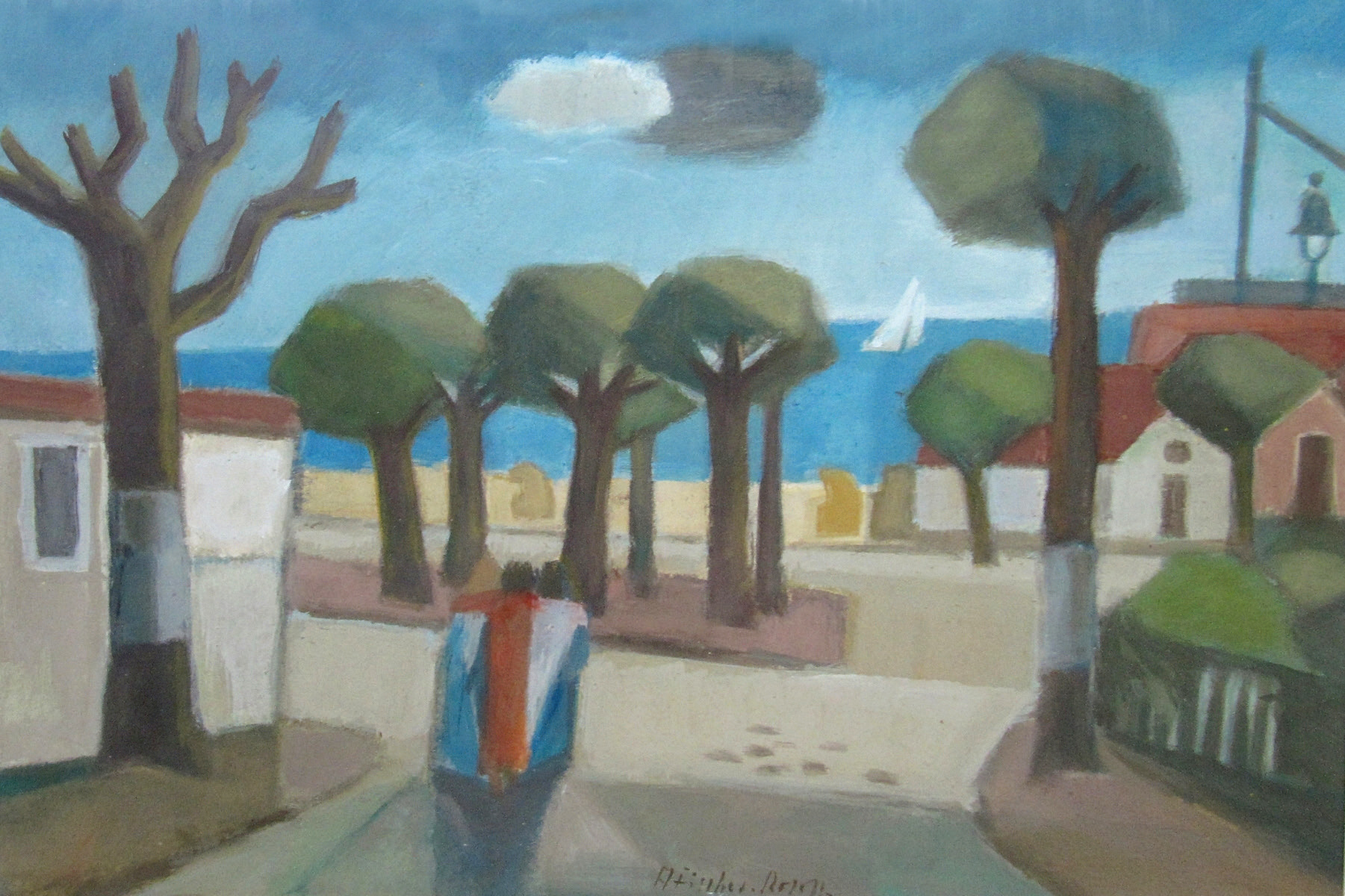
Travemünde, 1960
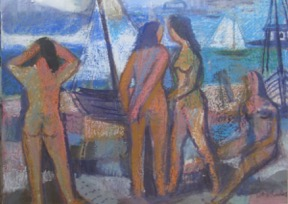
Abend am Strand, 1951
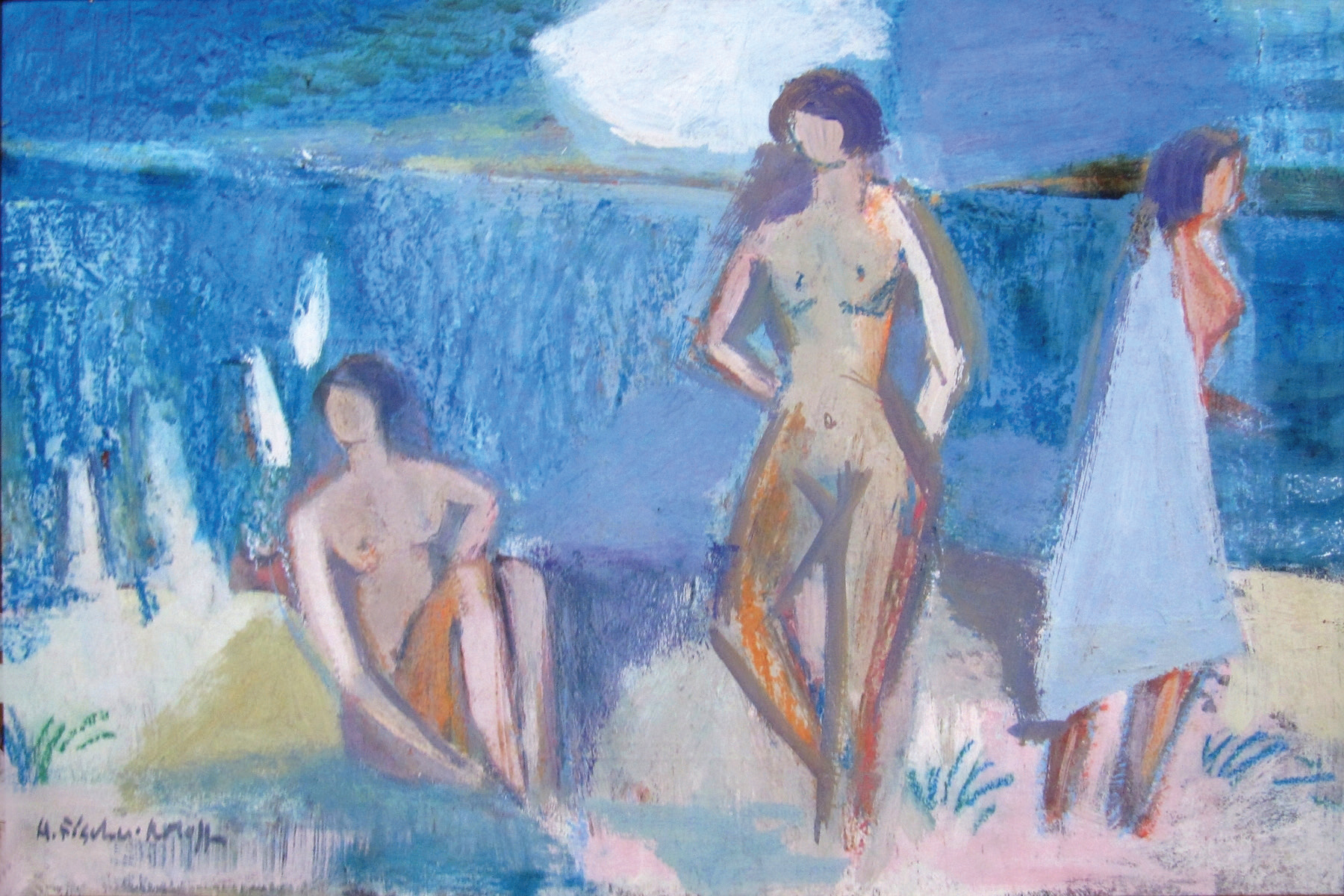
Erinnerungen an Sylt, 1965

## Ausstellungen und Sammlungen
Seine Arbeiten wurden regelmäßig in Ausstellungen im Kunstverein Hannover, der Kestnergesellschaft und in der Galerie Kubus gezeigt. Er nahm an zahlreichen Einzel- und Gruppenausstellungen in Deutschland sowie Italien, Österreich, England und Schweden teil.
Seine Arbeiten befinden sich in zahlreichen öffentlichen Sammlungen z. B. Sprengel Museum, Historisches Museum Hannover.